# Fu Manchu A.S.3 - Operazione tigre
Fu Manchu A.S.3 – Operazione tigre (The Face of Fu Manchu) è un film del 1965, diretto da Don Sharp.

## Trama
La storia narra del tentativo di  Fu Manchu  di diffondere un virus capace di distruggere villaggi interi, aiutato da uno scienziato, ad ostacolarlo sir Nayland Smith.

## Seguiti
Al primo sono seguiti 4 film, tutti prodotti da Towers: 
- Il giorno dei fazzoletti rossi (1966)
- La vendetta di Fu Manchu (1967)
- The Blood of Fu Manchu (1968)
- Il castello di Fu Manchu (1969)